# Marcin Kitz
Marcin Kitz (ur. 1891, zm. 1943) – polski malarz i grafik impresjonistyczny pochodzenia żydowskiego.

## Życiorys
Studiował we Lwowie u Stanisława Rejchana i Stanisława Batowskiego, a następnie w latach 1919-1920 w ASP w Krakowie pod kierunkiem Ignacego Pieńkowskiego. Był także uczniem Wolnej Szkoły Malarstwa i Rysunku Ludwiki Mehoffer, uczył się też w Berlinie, Monachium i Wiedniu. Od 1923 wielokrotnie wystawiał swoje prace w Krakowie, Lwowie, Poznaniu i Warszawie, zarówno w dużych wystawach zbiorczych jak i indywidualnych. Malował pejzaże, sceny rodzajowe, martwe natury i portrety. W latach 1939–1941 przebywał w Moskwie, a w 1940 roku brał udział w wystawach w tym mieście oraz Charkowie i Kijowie.

W 1941 wykonał jedno ze swoich najsławniejszych i najpiękniejszych dzieł obraz Czterej Jeźdzcy Apokalipsy. Chciał tym samym wyrazić swoje uczucia wobec sytuacji na świecie, wojny, głodu, śmierci, 
.

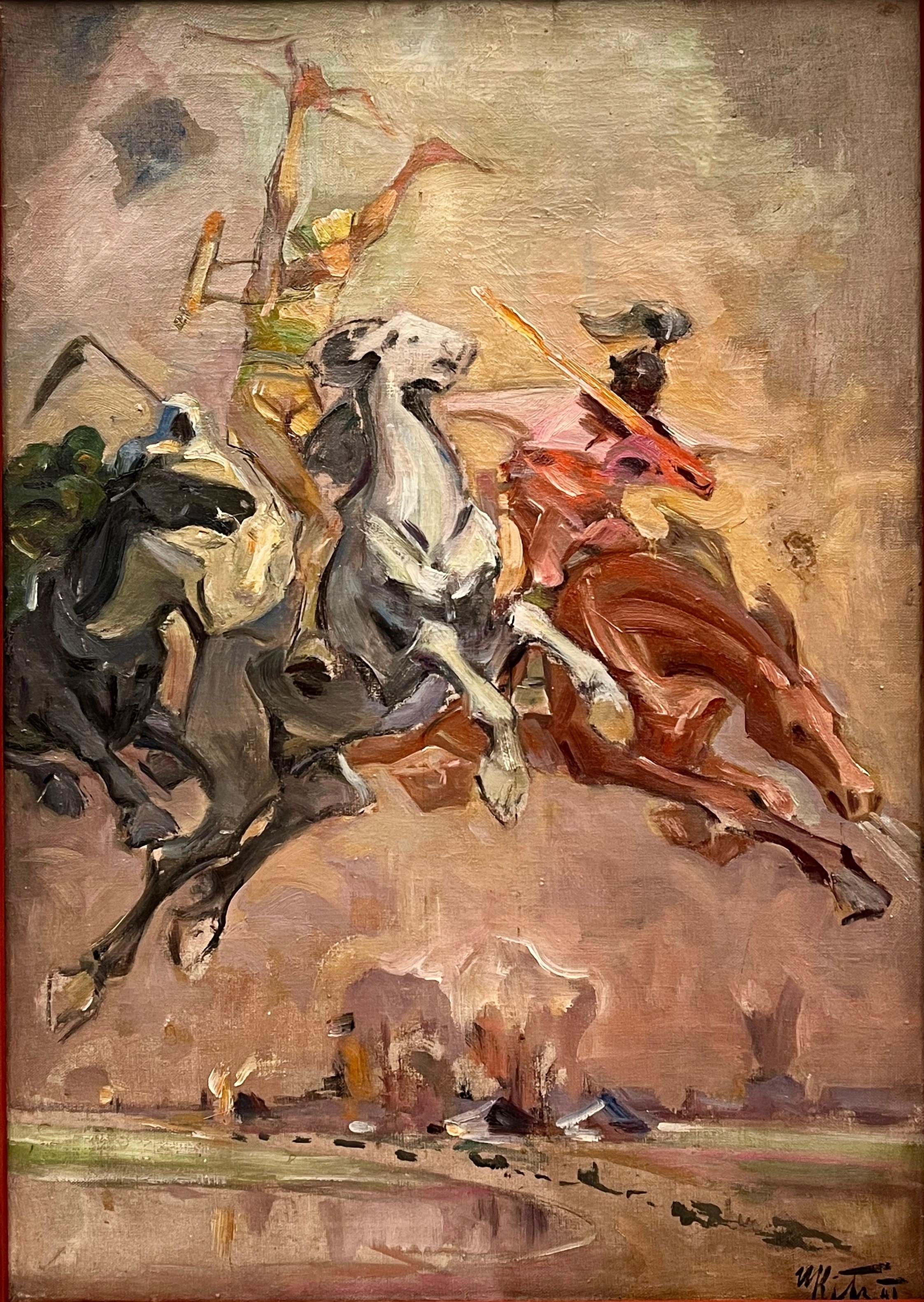
Marcin Kitz, Czterech Jeźdźców Apokalipsy (1941)

W 1943, podczas niemieckiej okupacji Lwowa, aresztowany i zamordowany za pomoc w ukrywaniu Żydów.